# Susumu Fujita
Susumu Fujita (藤田進, Fujita Susumu) est un acteur japonais né le 8 janvier 1912 et mort le 23 mars 1991.

## Biographie
Susumu Fujita a tourné dans plus de 180 films entre 1939 et 1988.

## Filmographie

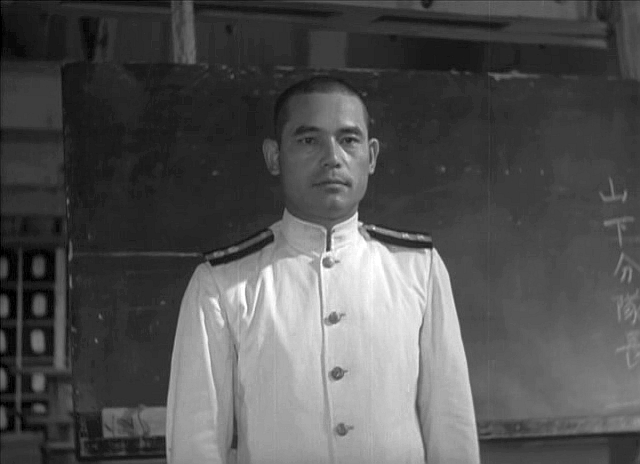
Susumu Fujita dans La Bataille navale à Hawaï et au large de la Malaisie (1942).

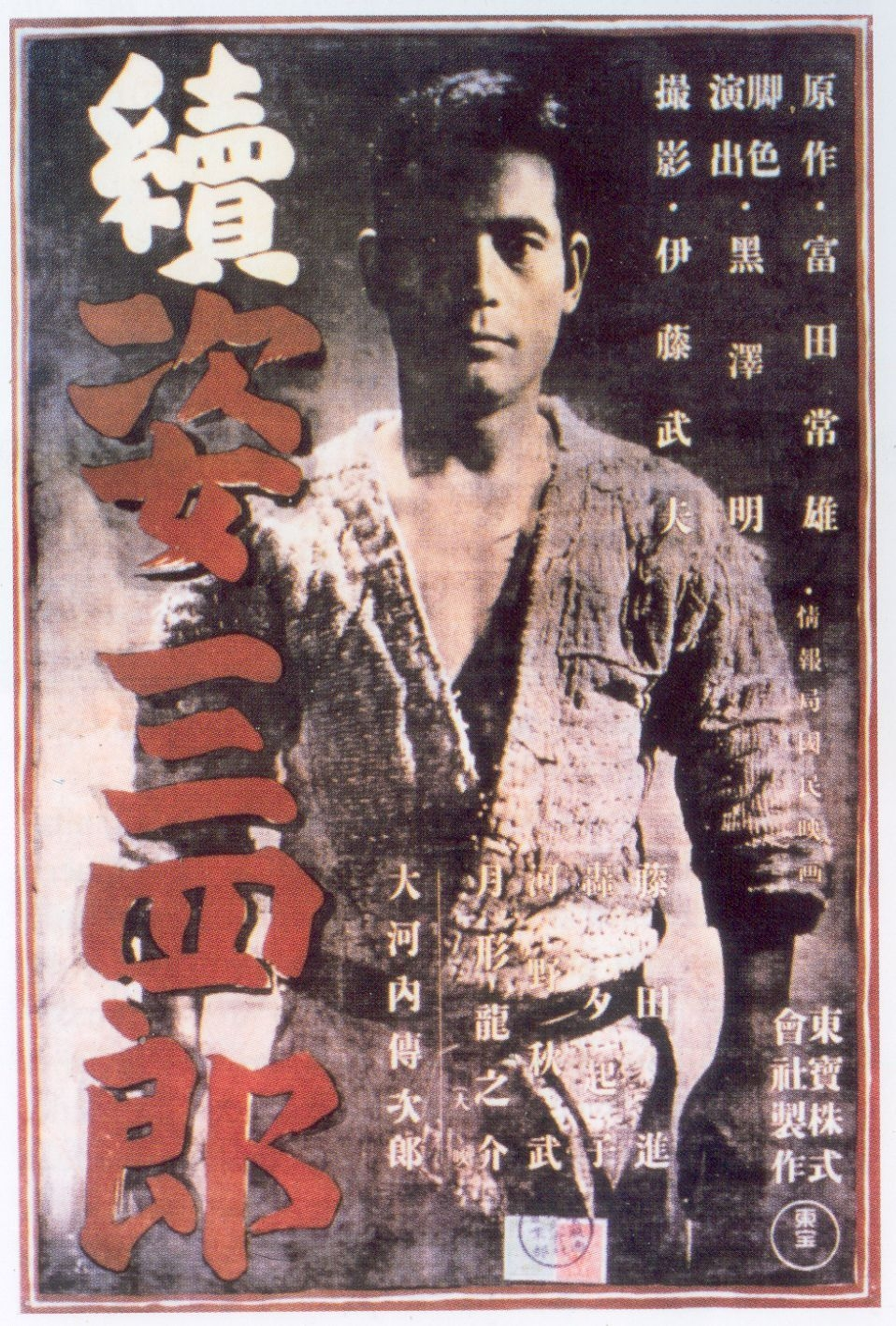
Susumu Fujita sur l'affiche de La Nouvelle Légende du grand judo (1945).

La filmographie de Susumu Fujita est établie à partir de la base de données JMDb

### Années 1930
- 1939 : La Femme qui noue les rubans (リボンを結ぶ夫人, Ribon o musubu fujin?) de Satsuo Yamamoto
- 1939 : Byakuran no uta (白蘭の歌?) de Kunio Watanabe

### Années 1940
- 1940 : Tsuma no baai : Zenpen (妻の場合 前篇?) de Takeshi Satō (ja)
- 1940 : Tsuma no baai : Kōhen (妻の場合 後篇?) de Takeshi Satō (ja)
- 1940 : Kaigun bakugekitai (海軍爆撃隊?) de Sotoji Kimura
- 1940 : Ioko Okumura (奥村五百子, Okumura Ioko?) de Shirō Toyoda
- 1940 : Tsuma no sugao (妻の素顔?) de Takeshi Satō (ja)
- 1940 : Un monde à deux (二人の世界, Futari no sekai?) de Yasujirō Shimazu
- 1940 : Le Ciel en flammes (燃ゆる大空, Moyuru ōzora?) de Yutaka Abe
- 1940 : Musume jidai (娘時代?) de Nobuo Aoyagi
- 1940 : Nessa no chikai : Zenpen (熱砂の誓ひ 前篇?) de Kunio Watanabe
- 1940 : Nessa no chikai : Kōhen (熱砂の誓ひ 後篇?) de Kunio Watanabe
- 1941 : Kingorō no o isha-san (金語楼のお医者さん?) de Kei Okada
- 1941 : Shidō monogatari (指導物語?) de Hisatora Kumagai : Shintaro Sagawa
- 1942 : Seishun no kiryū (青春の気流?) de Osamu Fushimi
- 1942 : Sakyū (砂丘?) de Kenji Shimomura (ja)
- 1942 : La Terre verte (緑の大地, Midori no daichi?) de Yasujirō Shimazu
- 1942 : Ma mère ne mourra jamais (母は死なず, Haha wa shinazu?) de Mikio Naruse
- 1942 : La Bataille navale à Hawaï et au large de la Malaisie (ハワイ・マレー沖海戦, Hawai Mare oki kaisen?) de Kajirō Yamamoto
- 1943 : La Légende du grand judo (姿三四郎, Sugata Sanshirō?) d'Akira Kurosawa : Sanshiro Sugata
- 1943 : Wakaki hi no yorokobi (若き日の歓び?) de Takeshi Satō (ja) : Naotaro Fujita
- 1943 : Vent chaud (熱風, Neppū?) de Satsuo Yamamoto
- 1943 : Himetaru kakugo (秘めたる覚悟?) d'Eisuke Takizawa
- 1944 : L’Escadrille des faucons de Katō (加藤隼戦闘隊, Katō hayabusa sentō-tai?) de Kajirō Yamamoto
- 1944 : La Lutte quotidienne (日常の戦ひ, Nichijō no tatakai?) de Yasujirō Shimazu
- 1944 : En avant les escadrons de torpilleurs ! (雷撃隊出動, Raigekitai shutsudō?) de Kajirō Yamamoto
- 1945 : La Rose de mer (間諜海の薔薇, Kanchō: Umi no bara?) de Teinosuke Kinugasa
- 1945 : La Nouvelle Légende du grand judo (續姿三四郎, Zoku Sugata Sanshirō?) d'Akira Kurosawa : Sanshiro Sugata
- 1945 : Nihon kengō den (日本剣豪伝?) d'Eisuke Takizawa
- 1945 : Kita no san-nin (北の三人?) de Kiyoshi Saeki
- 1946 : Les Descendants de Taro Urashima (浦島太郎の後裔, Urashima Tarō no kōei?) de Mikio Naruse : Goro Urashima
- 1946 : L'Ennemi du peuple (民衆の敵, Minshu no teki?) de Tadashi Imai
- 1946 : Ceux qui bâtissent l'avenir (明日を創る人々, Asu o tsukuru hitobito?) de Kajirō Yamamoto, Akira Kurosawa et Hideo Sekigawa : Fujita
- 1946 : Reijin (麗人?) de Kunio Watanabe
- 1946 : Seigneur d'un soir (或る夜の殿様, Aru yo no tonosama?) de Teinosuke Kinugasa
- 1946 : Je ne regrette rien de ma jeunesse (わが青春に悔なし, Waga seishun ni kuinashi?) d'Akira Kurosawa : Ryukichi Noge
- 1947 : Mille et une nuits avec la Tōhō (東宝千一夜, Tōhō Sen'ichiya?) de Kon Ichikawa
- 1947 : Kakedashi jidai (かけ出し時代?) de Kiyoshi Saeki
- 1947 : Dare ka yume naki : Zenpen (誰か夢なき 前篇?) de Kunio Watanabe
- 1947 : Dare ka yume naki : Kōhen (誰か夢なき 後篇?) de Kunio Watanabe
- 1947 : Rira no hana wasureji (リラの花忘れじ?) de Kenkichi Hara
- 1947 : Koi suru tsuma (恋する妻?) de Ryō Hagiwara
- 1948 : Aijō shindan-sho (愛情診断書?) de Kunio Watanabe
- 1948 : La Fleur éclose (花ひらく 待ち焦より, Hana hiraku : Machiko yori?) de Kon Ichikawa : Teruhiko Kuwai
- 1948 : Fuji sanchō (富士山頂?) de Kiyoshi Saeki
- 1948 : Issun-boshi (一寸法師?) de Tetsuo Ichikawa
- 1948 : Une image vivante (生きている画像, Ikiteiru gazō?) de Yasuki Chiba : Yutaka Nanbara
- 1948 : Kōfuku no genkai (幸福の限界?) de Keigo Kimura
- 1948 : Gun ōkami (群狼?) de Toshio Shimura (ja)
- 1948 : Gekkō-jō no tōzoku (月光城の盗賊?) de Kōji Shima
- 1949 : L'Apparition du capuchon blanc (白頭巾現わる, Shirozukin arawaru?) de Hiroshi Inagaki
- 1949 : Omokage Sanshirō (面影三四郎?) de Seiji Hisamatsu
- 1949 : Kirare no senta (斬られの仙太?) d'Eisuke Takizawa
- 1949 : Ishimatsu des forêts (森の石松, Mori no Ishimatsu?) de Kōzaburō Yoshimura : Ishimatsu
- 1949 : Mangetsu (満月?) de Shigeo Tanaka
- 1949 : Maboroshi fujin (まぼろし夫人?) de Tetsujin Kosaka
- 1949 : Kikoku (Damoi) (帰国（ダモイ）?) de Takeshi Satō (ja)
- 1949 : Jinsei senshu (人生選手?) de Shigeo Tanaka

### Années 1950
- 1950 : Ippiki ōkami (一匹狼?) d'Eiichi Koishi (ja)
- 1950 : Sanshiro de Ginza (銀座三四郎, Ginza Sanshirō?) de Kon Ichikawa
- 1950 : Umi no G-men : Genkai nada no ōkami (海のＧメン 玄海灘の狼?) de Toshio Shimura (ja)
- 1950 : Terre chaude (熱泥地, Netsudeichi?) de Kon Ichikawa
- 1950 : Quatre sœurs (細雪, Sasameyuki?) de Yutaka Abe : Minoru Mimaki
- 1950 : Sarutobi Sasuke : Senjogadake no himatsuri (猿飛佐助 千丈ケ獄の火祭り?) de Nobuo Adachi
- 1950 : Tōkaidō wa kyōjō tabi (東海道は兇状旅?) de Seiji Hisamatsu
- 1950 : Rajo no urei (裸女の愁い?) de Kunio Watanabe
- 1950 : Hi no tori (火の鳥?) de Shigeo Tanaka
- 1950 : Nikutai no bōfū-u (肉体の暴風雨?) de Takeshi Satō (ja)
- 1950 : San akunin to akanbō (三悪人と赤ん坊?) d'Eiichi Koishi (ja)
- 1950 : Le Parfum de l'amour (愛染香, Aizenka?) de Yutaka Abe
- 1951 : Arabiya monogatari (暴夜物語?) d'Eiichi Koishi (ja)
- 1951 : Akai kagi (赤い鍵?) de Kimiyoshi Yasuda
- 1951 : Shin yūkyōden (新遊侠伝?) de Kiyoshi Saeki
- 1951 : L'École de la liberté (自由学校, Jiyū gakkō?) de Kōzaburō Yoshimura : Hei-san
- 1951 : Shin yūkyōden : Yūkyō ōrai (新遊侠伝 遊侠往来?) de Kiyoshi Saeki
- 1951 : Jōen no hatoba (情炎の波止場?) de Kimiyoshi Yasuda
- 1951 : Hana aru dotō (花ある怒濤?) de Kazuo Mori
- 1951 : Bungawan Solo (ブンガワンソロ, Bungawan Soro?) de Kon Ichikawa
- 1951 : Sekidōsai (赤道祭?) de Kiyoshi Saeki
- 1951 : Akatsuki no kyūshū (暁の急襲?) de Masahisa Sunohara (en)
- 1951 : Tōshu Sanshirō (唐手三四郎?) de Kyōtarō Namiki
- 1952 : Avalanche (雪崩, Nadare?) de Kaneto Shindō : Kosuke Kijima
- 1952 : Les Hommes qui marchèrent sur la queue du tigre (虎の尾を踏む男達, Tora no o wo fumu otokotachi?) d'Akira Kurosawa : Togashi
- 1952 : Yūyake Fuji (夕焼け富士?) de Nobuo Nakagawa
- 1952 : Sararīman kenka sandaiki (サラリーマン喧嘩三代記?) d'Umetsugu Inoue
- 1953 : La Tour des lys (ひめゆりの塔, Himeyuri no tō?) de Tadashi Imai : docteur Oka
- 1953 : Gozen reiji (午前零時?) de Kunio Watanabe
- 1953 : Koi no fūunji (恋の風雲児?) de Kajirō Yamamoto
- 1953 : Benkei (憲兵?) de Hiromasa Nomura
- 1953 : Ginjirō no kataude (銀二郎の片腕?) de Nobuo Aoyagi
- 1953 : Cape Zanpa no kettō (残波岬の決闘?) de Seiichirō Uchikawa (ja)
- 1953 : Le Cuirassé Yamato (戦艦大和, Senkan Yamato?) de Yutaka Abe
- 1953 : Zankyō no minato (残侠の港?) de Kiyoshi Saeki
- 1953 : Waga koi no rira no kokage ni (わが恋のリラの木陰に?) d'Umetsugu Inoue
- 1953 : Hokkai no tora (北海の虎?) de Shigeo Tanaka
- 1954 : Révolte (叛乱, Hanran?) de Shin Saburi et Yutaka Abe
- 1954 : Hana to ryū - daiichibu : Dōkai wan no ranto (花と竜 第一部 洞海湾の乱斗?) de Kiyoshi Saeki
- 1954 : Hana to ryū - dainibu : Aizō ruten (花と竜 第二部 愛憎流転?) de Kiyoshi Saeki
- 1954 : Le sous-marin qui ne remonta jamais (潜水艦ろ号未だ浮上せず, Sensuikan rogō imada fujōsezu?)[2] de Hiromasa Nomura
- 1954 : Ōoka seidan yōkiden : Shirorō no kamen (大岡政談妖棋伝 白蝋の仮面?) de Kyōtarō Namiki
- 1954 : Ōoka seidan yōkiden : Jigokutani no taiketsu (大岡政談妖棋伝 地獄谷の対決?) de Kyōtarō Namiki
- 1954 : Tōjinbō no oni (東尋坊の鬼?) de Toshio Shimura (ja)
- 1954 : Le Japon n'est pas détruit (日本敗れず, Nihon yaburezu?) de Yutaka Abe
- 1954 : Horafuki Tanji (ほらふき丹次?) de Nobuo Nakagawa : le fermier Tanji
- 1955 : Nonki saiban (のんき裁判?) de Kunio Watanabe
- 1955 : Hi botanki (緋牡丹記?) de Hiromasa Nomura
- 1955 : Nobuko dans les nuages (ノンちゃん雲に乗る, Non-chan kumo ni noru?) de Fumindo Kurata : le père de Nobuko
- 1955 : Rio no jōnetsu (リオの情熱?) de Shunkai Mizuho (ja)
- 1955 : Waga na wa petenshi (わが名はペテン師?) de Kunio Watanabe
- 1955 : L'Histoire de l'amour (愛の歴史, Ai no rekishi?) de Kajirō Yamamoto
- 1955 : Musuko hitori ni yome hachinin (息子一人に嫁八人?) de Toshio Shimura (ja)
- 1956 : Hokkai no hanran (北海の叛乱?) de Kunio Watanabe et Masaki Mōri (ja)
- 1956 : Sebiro-san sukāto-san (背広さんスカートさん?) de Kiyoshi Komori
- 1956 : Ikasama shinshiroku (イカサマ紳士録?) de Shigeru Tajiri
- 1956 : Zoku ikasama shinshiroku : Otoboke Hoshino (続イカサマ紳士録 おとぼけ放射能?) de Shigeru Tajiri
- 1956 : Kingorō no Heitai-san (金語楼の兵隊さん?) de Kunio Watanabe
- 1956 : La Revanche de la reine Perle (女真珠王の復讐, Onna shinju ō no fukushū?) de Toshio Shimura (ja)
- 1956 : Gunshin Yamamoto gensui to rengō kantai (軍神山本元帥と連合艦隊?) de Toshio Shimura (ja)
- 1957 : Escapade au Japon (Escapade in Japan) d'Arthur Lubin : Kei Tanaka
- 1957 : Umi no santōhei (海の三等兵?) de Toshio Shimura (ja)
- 1957 : Le Quartier des ronins (浪人街, Rōningai?) de Masahiro Makino
- 1957 : L'Empereur Meiji et la guerre russo-japonaise (明治天皇と日露大戦争, Meiji tennō to nichiro daisensō?) de Kunio Watanabe
- 1957 : La Danse d'Awa : Les Pirates de Naruto (阿波おどり 鳴門の海賊, Awa odori : Naruto no kaizoku?) de Masahiro Makino
- 1957 : Datsugoku-shū (脱獄囚?) de Hideo Suzuki
- 1957 : Jirōchō igaiden : Ōabare Jirōchō ikka (次郎長意外伝 大暴れ次郎長一家?) de Shigeaki Hidaka (ja)
- 1957 : Prisonnière des Martiens (地球防衛軍, Chikyū bōeigun?) d'Ishirō Honda : le général Morita
- 1958 : L'Empereur, l'impératrice et la guerre sino-japonaise (天皇・皇后と日清戦争, Tennō, kōgō to nisshin sensō?) de Kyōtarō Namiki
- 1958 : Le Barrage de police (非常線, Hijōsen?) de Masahiro Makino
- 1958 : Rōnin hakkei (浪人八景?) de Tai Katō
- 1958 : Kumo otoko (蜘蛛男?) de Hiroyuki Yamamoto
- 1958 : La Forteresse cachée (隠し砦の三悪人, Kakushi toride no san-akunin?) d'Akira Kurosawa : le général Hyoe Tadokoro
- 1959 : Watashi wa kai ni naritai (私は貝になりたい?) de Shinobu Hashimoto
- 1959 : Le Singe-pèlerin (孫悟空, Songokū?) de Kajirō Yamamoto
- 1959 : Jōgashima no ame (城ケ島の雨?) de Katsuhito Inomata (ja)
- 1959 : Sensuikan I-57 kofuku sezu (潜水艦イ－５７降伏せず?) de Shūe Matsubayashi
- 1959 : La Condition de l'homme : Le Chemin de l'éternité (人間の条件 第三部望郷篇、第四部戦雲篇, Ningen no jōken?) de Masaki Kobayashi : Naruto Nitōhei

### Années 1960
- 1960 : Yatarō gasa (弥太郎笠?) de Masahiro Makino
- 1960 : Hawai Middouei daikaikusen: Taiheiyo no arashi (ハワイ・ミッドウェイ大海空戦 太平洋の嵐?) de Shūe Matsubayashi
- 1960 : Les salauds dorment en paix (悪い奴ほどよく眠る, Warui yatsu hodo yoku nemuru?) d'Akira Kurosawa
- 1961 : Récits du château d'Osaka (大阪城物語, Ōsaka-jō monogatari?) de Hiroshi Inagaki : Katsuyasu Sakakibara
- 1961 : Le Garde du corps (用心棒, Yōjinbō?) d'Akira Kurosawa : Homma
- 1961 : Kōgen no rya kudatsusha (荒原の掠奪者?) de Gyōji Shimomura
- 1961 : Ai to honoho to (愛と炎と?) d'Eizō Sugawa : Niimura
- 1962 : Rats d'égout en uniforme (どぶ鼠作戦, Dobunezumi sakusen?) de Kihachi Okamoto
- 1962 : Le Mont Hakone (箱根山, Hakone-yama?) de Yūzō Kawashima
- 1962 : Les 47 Rōnin (忠臣蔵 花の巻 雪の巻, Chūshingura: Hana no maki, yuki no maki?) de Hiroshi Inagaki : Yosubei Kajikawa
- 1963 : Les Ailes du Pacifique (太平洋の翼, Taiheiyo no tsubasa?) de Shūe Matsubayashi
- 1963 : Entre le ciel et l'enfer (天国と地獄, Tengoku to jigoku?) d'Akira Kurosawa
- 1963 : Chintao yōsai bakugeki meirei (青島要塞爆撃命令?) de Kengo Furusawa (ja)
- 1963 : L'Épée secrète (秘剣, Hiken?) de Hiroshi Inagaki
- 1963 : Atragon (海底軍艦, Kaitei gunkan?) d'Ishirō Honda
- 1964 : Kokusai himitsu keisatsu: Tora no kiba (国際秘密警察 虎の牙?) de Jun Fukuda
- 1964 : Kyō mo ware ōzora ni ari (今日もわれ大空にあり?) de Kengo Furusawa (ja)
- 1964 : Mothra contre Godzilla (モスラ対ゴジラ, Mosura tai Gojira?) d'Ishirō Honda
- 1964 : Dogora, the Space Monster (宇宙大怪獣 ドゴラ, Uchū daikaijū Dogora?) d'Ishirō Honda : le général Iwasa
- 1964 : Horafuki taikōki (ホラ吹き太閤記?) de Kengo Furusawa (ja) : Yoshimoto Imagawa
- 1965 : Samouraï (侍, Samurai?) de Kihachi Okamoto : Tatewaki Todo
- 1965 : Le Détroit de la faim (飢餓海峡, Kiga kaikyo?) de Tomu Uchida : chef de la police
- 1965 : Zoku shachō ninpōchō (続社長忍法帖?) de Shūe Matsubayashi
- 1965 : Fūrai ninpōchō (風来忍法帖?) de Tetsuhiro Kawasaki
- 1965 : La Retraite de Kiska (太平洋奇跡の作戦 キスカ, Taiheiyō kiseki no sakusen: Kisuka?) de Seiji Maruyama : Akitani
- 1965 : Frankenstein vs. Baragon (フランケンシュタイン対地底怪獣, Furankenshutain tai chitei kaijū Baragon?) d'Ishirō Honda : chef de la police d'Osaka
- 1966 : Zero faita dai kūsen (ゼロ・ファイター 大空戦?) de Shirō Moritani
- 1966 : Nippon ankokugai (日本暗黒街?) de Masaharu Segawa
- 1966 : Le Dragon sauvage d'Hokkaido (北海の暴れ竜, Hokkai no abareryū?) de Kinji Fukasaku
- 1967 : Sasaki Kojirō (佐々木小次郎?) d'Ishirō Honda
- 1967 : L'Empereur et le Général (日本のいちばん長い日, Nihon no ichiban nagai hi?) de Kihachi Okamoto : colonel Toyojiro Haga
- 1968 : Fūrai ninpō-chō : Happō Yabure (風来忍法帖 八方破れ?) de Tetsuhiro Kawasaki
- 1968 : Rengō kantai shirei chōkan: Yamamoto Isoroku (連合艦隊指令長官 山本五十六?) de Seiji Maruyama : Kurita
- 1969 : Furesshuman wakadaishō (フレッシュマン若大将?) de Jun Fukuda
- 1969 : Nihonkai daikaisen (日本海大海戦?) de Seiji Maruyama : Uemura

### Années 1970
- 1970 : Gekidō no Shōwa-shi : Gunbatsu (激動の昭和史 軍閥?) de Hiromichi Horikawa : Nagano
- 1970 : Tora ! Tora ! Tora ! de Richard Fleischer, Kinji Fukasaku et Toshio Masuda : contre-amiral Tamon Yamaguchi
- 1971 : Shin Abashiri bangaichi : Arashi o yobu Shiretoko misaki (新網走番外地 嵐を呼ぶ知床岬?) de Yasuo Furuhata
- 1971 : Shiosai (潮騒?) de Shirō Moritani
- 1971 : Shin Abashiri bangaichi : Fubuki no dai dassō (新網走番外地 吹雪の大脱走?) de Yasuo Furuhata
- 1972 : Bokyo Komori-uta (望郷子守唄?) de Shigehiro Ozawa
- 1975 : La Porte de la jeunesse (青春の門, Seishun no mon?) de Kirio Urayama : Yabe Tora
- 1977 : Nihon no jingi (日本の仁義?) de Sadao Nakajima
- 1978 : Fleurs d'hiver (冬の華, Fuyu no hana?) de Yasuo Furuhata : Ryōkichi Sakata

### Années 1980
- 1981 : Shikake-nin Baian (仕掛人梅安?) de Yasuo Furuhata : Hanuemon Otowaya
- 1981 : Rengo kantai (連合艦隊?) de Shūe Matsubayashi
- 1982 : Kaikyō (海峡?) de Shirō Moritani
- 1983 : Tantei monogatari (探偵物語?) de Kichitarō Negishi : Gozo Kunizaki
- 1983 : Namidabashi (泪橋?) de Kazuo Kuroki
- 1988 : Mori no mukōgawa (森の向う側?) de Keiichi Nomura